# Chevrolet Agile
Pour les articles homonymes, voir Agile.
La Chevrolet Agile est une berline destinée au marché sud-américain produite par Chevrolet, sortie en octobre 2009 à 2014. Elle est basée sur l'Opel Corsa. Le modèle a été abandonné fin 2014 au Brésil.

## Traits
L'Agile était disponible en deux niveaux de finition; LT et LTZ, avec une LS de base sur certains marchés. Des systèmes de freinage antiblocage sont disponibles sur le modèle LTZ.

## Motorisation
Dans la plupart des marchés d'Amérique du Sud, le moteur de 1 389 cm3 produisant 92 ch (68 kW) et 120 N m. Le moteur Flexfuel de 1,4 L à 8 soupapes de l'Agile brésilienne produit 97 ch (71 kW) et 129 N m de couple avec de l'essence et 102 ch (75 kW) et 132 N m avec de l'éthanol.

## Sécurité
La Chevrolet Agile a été jugée totalement dangereuse par le NCAP, avec zéro étoile pour les occupants adultes et deux étoiles pour les enfants,.